# Artur Teich
Artur Teich (* 27. Juli 1890 in Seeligstadt, heute Ortsteil der Gemeinde Klipphausen; † 6. Januar 1960) war ein deutscher Politiker und ehemaliger Landtagsabgeordneter (SPD).

## Leben und Beruf
Nach dem Besuch der Volksschule absolvierte er eine Ausbildung zum Metallarbeiter und war danach als Maschinist, Gewerkschaftsangestellter und Arbeitsvermittler tätig.
Der SPD gehörte Teich seit 1908 an. Er war in verschiedenen Parteigremien vertreten. Seit 1906 war er Mitglied der IG Metall.

## Abgeordneter
Vom 13. Juli 1954 bis zum 12. Juli 1958 war Teich Mitglied des Landtags des Landes Nordrhein-Westfalen. Er wurde im Wahlkreis 069 Duisburg-Süd direkt gewählt.
Dem Stadtrat der Stadt Duisburg gehörte er von 1945 bis 1956 an.